# Paulo Santoro (escritor)
Paulo Santoro é um escritor, dramaturgo e criador de jogos brasileiro. Bacharel em Letras pela Universidade de São Paulo (USP), foi em 1999 selecionado para participar do Círculo de Dramaturgia do CPT, criado por Antunes Filho, onde permaneceu até 2006. 
Estreou no teatro com a obra O canto de Gregório, sob direção de Antunes Filho – na época a primeira peça escrita por um brasileiro vivo que Antunes dirigia em 30 anos. Esse espetáculo teve 121 apresentações entre 2004 e 2006, valendo ao autor uma indicação ao Prêmio Shell de Teatro. O texto recebeu nova encenação em 2011 pelo grupo pernambucano Magiluth.
Sua peça O fim de todos os milagres foi selecionada pelo Ministério de Relações Exteriores para integrar o livro “Teatro Brasileño Contemporáneo” (em espanhol) em 2014.
Dando prosseguimento ao propósito de divulgar a dramaturgia contemporânea do País, o Ministério também levou a obra para leituras dramáticas na Espanha e na Itália, sempre nos idiomas locais.
A peça foi publicada ainda em francês, alemão, inglês, chinês e sueco.
Seu primeiro romance é A vida longa dos vermes, um romance de ficção sobre a democratização e a ética dos avanços científicos, com um enredo moderno e envolvente ambientado no Brasil.

## Obras

### Romance
- A vida longa dos vermes (2015) [1]

### Contos
- O Zumbi do Metrô (2019)

### Teatro
- O canto de Gregório (2004) - Direção de Antunes Filho [2]
- Carina está viva (2007) [3]
- A mulher que ri (2008) [4]
- Plínio contra as estrelas (2012) [5]
- O teste de Turing (2016) [6] [7]

### Jogos de Tabuleiro
- Deterrence (2012) [8]
- Deterrence 2x62 (2016) [9]

### Prêmios e indicações
- Em 2004, foi indicado para o Prêmio Shell como melhor autor pela peça "O canto de Gregório". [10]
- Em 2012, sua peça "O fim de todos os milagres" foi selecionada pelo Ministério das Relações Exteriores para divulgação da dramaturgia brasileira contemporânea. O texto já foi traduzido para o inglês, espanhol, italiano, francês, alemão e mandarim. [11]
- Em 2015, sua peça "O teste de Turing" ganhou o prêmio do Festival de Pequenos Formatos Cênicos da cidade de São Paulo. [12]
- Em 2016, foi indicado por "O teste de Turing" para votação popular no Prêmio Aplauso Brasil. [13]